# 第20屆英國獨立電影獎
第20屆英國獨立電影獎（英語：The 19th British Independent Film Awards）的入圍名單於2017年11月1日公布。

## 入圍

### 最佳獨立英國影片
- 《春光之境》
- 《史達林死了沒？》
- 《你才女巫，你全家都女巫（英语：I Am Not a Witch）》
- 《惡女馬克白》
- 《意外》

### 最佳導演
- Rungano Nyoni：《你才女巫，你全家都女巫（英语：I Am Not a Witch）》
- 阿曼多·伊安努奇（英语：Armando Iannucci）：《史達林死了沒？》
- Francis Lee：《春光之境》
- 馬丁·麥多納：《意外》
- William Oldroyd：《惡女馬克白》

### 最佳女主角
- 弗洛倫斯·佩治：《惡女馬克白》
- 埃米莉·比彻姆：《達芬妮愛迷走（英语：Daphne (film)）》
- 法蘭絲·麥杜雯：《意外》
- Maggie Mulubwa：《你才女巫，你全家都女巫（英语：I Am Not a Witch）》
- 露絲·威爾遜：《暗流（英语：Dark River (2017 film)）》

### 最佳男主角
- 喬許·歐康納：《春光之境》
- 傑米·貝爾：《最後相愛的日子（英语：Film Stars Don't Die in Liverpool）》
- 派迪·康斯丁：《Journeyman》
- 強尼·哈里斯（英语：Johnny Harris (actor)）：《下頜骨（英语：Jawbone (film)）》
- Alec Secareanu：《春光之境》

### 最佳女配角
- 派翠西亞·克拉克森：《失控派對（英语：The Party (2017 film)）》
- Naomi Ackie：《惡女馬克白》
- 凱莉·麥當勞：《永遠的小熊維尼》
- 安德麗亞·瑞斯波羅格：《史達林死了沒？》
- 茱莉·華特絲：《最後相愛的日子（英语：Film Stars Don't Die in Liverpool）》

### 最佳男配角
- 西蒙·羅素·畢爾（英语：Simon Russell Beale）：《史達林死了沒？》
- 史提夫·布希米：《史達林死了沒？》
- 伍迪·哈里遜：《意外》
- 伊恩·哈特：《春光之境》
- 山姆·洛克威爾：《意外》

### 最佳新人演員
- Naomi Ackie：《惡女馬克白》
- Harry Gilby：《Just Charlie》
- 科斯莫·賈維斯（英语：Cosmo Jarvis）：《惡女馬克白》
- Harry Michell：《Chubby Funny》
- Lily Newmark：《Pin Cushion》

### 最佳新導演
- Rungano Nyoni：《你才女巫，你全家都女巫（英语：I Am Not a Witch）》
- Deborah Haywood：《Pin Cushion》
- Francis Lee：《春光之境》
- Thomas Napper：《下頜骨（英语：Jawbone (film)）》
- William Oldroyd：《惡女馬克白》

### 最佳處女作劇本
- 《春光之境》：Francis Lee
- 《你才女巫，你全家都女巫（英语：I Am Not a Witch）》：Rungano Nyoni
- 《下頜骨（英语：Jawbone (film)）》：強尼·哈里斯（英语：Johnny Harris (actor)）
- 《惡女馬克白》：Alice Birch
- 《他們的美好時光》：Gaby Chiappe

### 最佳突破製片
- 《你才女巫，你全家都女巫（英语：I Am Not a Witch）》：Emily Morgan
- 《Bad Day for the Cut》：Brendan Mullin和Katy Jackson
- 《春光之境》：Jack Tarling和Manon Ardisson
- 《惡女馬克白》：芙德拉·克羅寧·歐雷利（英语：Fodhla Cronin O'Reilly）
- 《Pin Cushion》：Gavin Humphries

### 最佳劇本
- 《惡女馬克白》：Alice Birch
- 《史達林死了沒？》：阿曼多·伊安努奇（英语：Armando Iannucci）、大衛·施奈德（英语：David Schneider (actor)）和伊恩·馬丁（英语：Ian Martin (writer)）
- 《春光之境》：Francis Lee
- 《你才女巫，你全家都女巫（英语：I Am Not a Witch）》：Rungano Nyoni
- 《意外》：馬丁·麥多納

### 最佳紀錄片
- 《Almost Heaven》
- 《Half Way》
- 《Kingdom of Us》
- 《霍華德叔叔（英语：Uncle Howard）》
- 《威廉姆斯（英语：Williams (film)）》

### 最佳外國獨立電影
- 《逃出絕命鎮》
- 《歡迎光臨奇幻城堡》
- 《我不是你的黑鬼》
- 《當愛不見了》
- 《抓狂美術館》

### 探索獎
- 《In Another Life》
- 《Even When I Fall》
- 《Halfway（英语：Halfway (2016 film)）》
- 《Isolani》
- 《我的純潔土地（英语：My Pure Land）》

### 最佳選角
- 《史達林死了沒？》：Sarah Crowe
- 《最後相愛的日子（英语：Film Stars Don't Die in Liverpool）》：Debbie McWilliams
- 《春光之境》：Shaheen Baig和Layla Merrick-Wolf
- 《惡女馬克白》：Shaheen Baig
- 《意外》：Sarah Halley Finn

### 最佳攝影
- 《惡女馬克白》：Ari Wegner
- 《你才女巫，你全家都女巫（英语：I Am Not a Witch）》：David Gallego
- 《下頜骨（英语：Jawbone (film)）》：Tat Radcliffe
- 《Leaning Into the Wind》：Thomas Riedelsheimer
- 《意外》：本·戴維斯

### 最佳服裝設計
- 《惡女馬克白》：Holly Waddington
- 《史達林死了沒？》：Suzie Harman
- 《派對撩妹守則（英语：How to Talk to Girls at Parties (film)）》：桑迪·包威爾（英语：Sandy Powell (costume designer)）
- 《你才女巫，你全家都女巫（英语：I Am Not a Witch）》：Holly Rebecca
- 《遺孀美人心（英语：My Cousin Rachel (2017 film)）》：Dinah Collin

### 最佳剪輯
- 《意外》：Jon Gregory
- 《史達林死了沒？》：Peter Lambert
- 《下頜骨（英语：Jawbone (film)）》：David Charap
- 《Us and Them》：Joe Martin
- 《威廉姆斯（英语：Williams (film)）》：Johnny Burke

### 最佳化妝和髮妝
- 《史達林死了沒？》：Nicole Stafford
- 《我要為你呼吸》：Jan Sewell
- 《你才女巫，你全家都女巫（英语：I Am Not a Witch）》：Julene Paton
- 《Journeyman》：Nadia Stacey
- 《惡女馬克白》：Sian Wilson

### 最佳音樂
- 《意外》：卡特·伯韋爾
- 《史達林死了沒？》：克里斯多福·威利（英语：Christopher Willis）
- 《你才女巫，你全家都女巫（英语：I Am Not a Witch）》：Matt Kelly
- 《下頜骨（英语：Jawbone (film)）》：保羅·韋勒（英语：Paul Weller）
- 《Leaning Into the Wind》：佛瑞德·弗里斯（英语：Fred Frith）

### 最佳藝術指導
- 《史達林死了沒？》：Cristina Casali
- 《最後相愛的日子（英语：Film Stars Don't Die in Liverpool）》：伊芙·史都華（英语：Eve Stewart）
- 《最後的肖像畫（英语：Final Portrait）》：James Merifield
- 《你才女巫，你全家都女巫（英语：I Am Not a Witch）》：Nathan Parker
- 《惡女馬克白》：Jacqueline Abrahams

### 最佳音效
- 《春光之境》：Anna Bertmark
- 《我要為你呼吸》：Sound team
- 《你才女巫，你全家都女巫（英语：I Am Not a Witch）》：Maiken Hansen
- 《下頜骨（英语：Jawbone (film)）》：Andy Shelley和Steve Griffiths
- 《意外》：約阿基姆·松德斯特倫（英语：Joakim Sundström）

### 最佳視覺效果
- 《The Ritual》：尼克·阿爾德（英语：Nick Allder）和Ben White
- 《史達林死了沒？》：Effects team
- 《Double Date》：Dan Martin
- 《Journeyman》：Luke Dodd
- 《編寫美好時光》：Chris Reynolds